# Riacho Mata-Fome
Riacho Mata-Fome är ett periodiskt vattendrag i Brasilien.   Det ligger i delstaten Paraíba, i den östra delen av landet, 1 500 km nordost om huvudstaden Brasília.
Omgivningarna runt Riacho Mata-Fome är huvudsakligen savann. Runt Riacho Mata-Fome är det ganska glesbefolkat, med 45 invånare per kvadratkilometer.